# Замятин, Владимир Петрович
Владимир Петрович Замятин (11 августа 1927, Москва — 18 июня 1990, Куйбышев) — советский футболист и футбольный тренер, заслуженный тренер РСФСР (1985).

## Биография
Воспитанник команды завода имени Фрунзе. В 1949—1952 годах играл за дубль куйбышевских «Крыльев Советов». В 1950 году сыграл один матч в Высшей лиге чемпионата.
С 1953 года на тренерской работе.
С сентября 1980 по март 1981 работал главным тренером «Крыльев Советов». По воспоминаниям играющего тренера Евгения Ловчева в концовке сезона из 11 матчей под руководством Замятина команда 5 выиграла и 3 свела к ничье. Набранных очков не хватило для сохранения прописки и команда вылетела во Вторую лигу. Замятин проводил межсезонную подготовку. Весной 1981 покинуть команду захотели Михаил Бондарев, Владимир Цыбин, Сергей Никаноров. Ловчев уехал в Москву, а Юрий Ахмеров ушёл из-за болезни. Закончили выступление ветераны Аркадий Арутюнян и Александр Куприянов. В клуб пришли бывшие игроки и местные воспитанники Валерьян Панфилов, Сергей Чеснакас, Владимир Кузнецов и Вячеслав Попов. В апреле перед самым началом сезона Владимира Замятина сменил на посту главного тренера Борис Стрельцов.

### Семья
Сын: Юрий.

## Память
В 2010 году в Самаре была открыта детская футбольная школа имени В. П. Замятина.